# Sargon Akkadský
Sargon Akkadský (akkadsky Šarrukén – »Pravý král«, vládl cca 2334–2279 př. n. l.) byl akkadský král, který založil první velkou říši na území Mezopotámie – předtím zde existovaly jen městské státy. K jeho původu se vážou legendy, jedna z nich říká, že ho matka pustila na vodu v košíku (podobně jako Mojžíše), on se dostal na dvůr krále Ur-Zababy a stal se jeho číšníkem; jak se stal vládcem, už legendy nevysvětlují.
Sargon, sám semitského, nikoli sumerského původu, si zvolil za hlavní město Akkad a po něm bylo pojmenováno království i národ Akkadů. Uskutečnil několik výbojů proti okolním zemím – dobyl většinu Sumeru a Elamu, hranice své říše rozšířil až k Perskému zálivu a směrem na západ až k pohoří Libanon. Akkadská armáda byla velmi krutá – když dobyla nějaké město, strhli její příslušníci hradby a pobili nebo zotročili všechny obyvatele. Město Akkad bylo důležitým obchodním centrem a přístavem, kotvily v něm lodě přivážející zboží až z Egypta či Indie.
V říši, kterou Sargon založil, byly vybírány poměrně vysoké daně a tributy, což sice zajišťovalo blahobyt centru, ale později mělo za následek četné vzpoury obyvatelstva. Dovoz nedostatkových surovin (především dřeva, kamene a kovů) byl přímo kontrolován a reglementován státem. Zřízena byla i stálá armáda o síle 5400 mužů a účinná byrokracie.
Sargon Akkadský, jenž užíval titulu „král čtyř světových stran“, se stal v pozdějším mezopotámském písemnictví prototypem úspěšného vládce a příběhy o něm byly tradovány po většinu 2. a 1. tisíciletí př. n. l. (eposy, fiktivní biografie atd.).